# Tipula leto
Tipula leto är en tvåvingeart som beskrevs av Mannheims 1966. Tipula leto ingår i släktet Tipula och familjen storharkrankar. Inga underarter finns listade i Catalogue of Life.